# Kanton Fritzlar
Der Kanton Fritzlar war eine Verwaltungseinheit im Distrikt Kassel des Departements der Fulda im napoleonischen Königreich Westphalen. Hauptort des Kantons und Sitz des Friedensgerichts war die Stadt Fritzlar im heutigen Schwalm-Eder-Kreis. Der Kanton umfasste sechs Dörfer und eine Stadt, war bewohnt von 4.966 Einwohnern und hatte eine Fläche von 0,86 Quadratmeilen.
Die zum Kanton gehörigen Kommunen waren:

- Fritzlar
- Geismar
- Haddamar
- Heimarshausen
- Lohne
- Wehren
- Werkel